# 19366 Sudingqiang
19366 Sudingqiang (tên chỉ định: 1997 VZ7) là một tiểu hành tinh vành đai chính. Nó được phát hiện qua chương trình tiểu hành tinh Beijing Schmidt CCD ở trạm Xinglong ở Yên Sơn (núi) thuộc Trung Quốc ngày 6 tháng 11 năm 1997. Nó được đặt theo tên Su Ding-qing, một thiên văn học và kỹ sư quang học Trung Quốc